# 안성훈 (축구 선수)
안성훈은(1982년 9월 11일 ~ ) K리그에서 활약했던 축구 선수이다.

## 클럽 경력
안양 LG 치타스에서 2001-2003 세 시즌 동안 미드필더로 활약하며 정규리그 21경기 출전 0득점, 0도움 / 리그컵 1경기 0득점, 0도움의 기록을 남겼다. 2001년 FA컵 8강전에서 득점을 기록하기도 하였다.
그 후 인천 유나이티드에서 4년 간 활약하였다.
이후 2008년에는 내셔널리그로 옮겨 강릉시청 축구단에서 활약하였으며, 2014년에는 대전 코레일로 이적하였다.